# Monument aux morts de Mazères
Le monument aux morts de Mazères (Ariège, France) commémore les soldats de la commune morts lors des conflits du XXe siècle.

## Description
Le monument est érigé à l'intérieur d'un petit square sur la place du 11-Novembre-1918, à l'intersection de l'avenue du Maréchal-Foch et du boulevard des Comtes-de-Foix, vers le centre de la ville. Il est constitué d'un portique de granite de 9,60 m de hauteur, abritant une palme en bronze. Devant celle-ci se tient la statue d'un poilu, également en bronze. Le soldat est représenté au repos, recouvert d'une capote ; il tient son fusil dans sa main droite, la crosse reposant sur le sol.
Sur le haut du monument est inscrite l'inscription « Mazères à ses enfants morts pour la France ». Le bas du monument énumère les noms des soldats de la commune ayant perdu la vie : 126 lors de la Première Guerre mondiale, 6 lors de la Seconde Guerre mondiale, 1 lors de la guerre d'Indochine.

## Histoire
Le monument de Mazères est érigé lors de la vague mémorielle des années 1920 qui conduit la plupart des communes de France à ériger un monument aux morts. La ville prend la décision de le construire en janvier 1926 ; le 18 avril 1926, le sculpteur Gustave Violet est choisi (né à Thuir dans le département voisin des Pyrénées-Orientales en 1873 et ayant déjà réalisé les monuments aux morts de Perpignan et Barcelone).
La décision de construire le monument est postérieure à la fin des subventions de l'État pour ce genre de construction : coûtant 52 000 F, il est financé à hauteur de 12 000 F par souscription publique, le reste étant à la charge de la commune. L'œuvre est reçue le 29 juin 1927 et inaugurée le 3 novembre 1927. Un mur d'enceinte et une grille sont ajoutés en 1931.
Le monument aux morts est inscrit au titre des monuments historiques le 18 octobre 2018. Il fait partie d'un ensemble de 42 monuments aux morts de la région Occitanie protégés à cette date pour leur valeur architecturale, artistique ou historique.